# Robe rayée, Fruits et Anémones
Robe rayée, Fruits et Anémones est un tableau réalisé en 1940 par le peintre français Henri Matisse. Cette huile sur toile représente une femme aux vêtements rayés accoudée sur une table où sont posés des fruits et un vase rempli d'anémones. L'œuvre est conservée au musée d'Art de Baltimore, à Baltimore, aux États-Unis.

## Expositions
- Matisse. Cahiers d'art – Le tournant des années 1930, musée de l'Orangerie, Paris, 2023 — no 151.